# Henri Michaux
Henri Michaux (Namur, 24 maggio 1899 – Parigi, 19 ottobre 1984) è stato uno scrittore, poeta e pittore belga naturalizzato francese nel 1955.
La sua opera è spesso posta in relazione con la corrente del tardo surrealista sebbene, tuttavia, egli non abbia mai fatto parte del movimento; successivamente è stato accostato da Octavio Paz alla letteratura psichedelica, per i suoi testi ispirati ai suoi esperimenti con LSD e mescalina, precedenti all'esplosione di tale movimento negli anni sessanta.

## Biografia
Michaux trascorre la sua infanzia in un'agiata famiglia di fabbricanti di cappelli, a Bruxelles, in via Defacqz nº 69. Dopo un periodo trascorso in un pensionato della regione di Anversa, prosegue i suoi studi presso il Collège Saint-Michel dove, tra i suoi compagni, figura il futuro poeta Geo Norge.
Adolescente angosciato, le sue prime esperienze letterarie sono segnate dalla lettura di Tolstoj e Dostoevskij. Anche se legge molto, nei suoi iniziali studi presso i Gesuiti non si orienta verso ambiti letterari, ma verso la medicina, che abbandonerà abbastanza presto per imbarcarsi come marinaio nella Marina militare. Naviga nel 1920 e 1921 ma è poi costretto a sbarcare quando la sua nave viene disarmata. All'incirca nella stessa epoca, a spingerlo a scrivere è la lettura di Lautréamont. Il risultato sarà il Cas de Folie Circulaire del 1922, un primo testo che già rende un'idea di ciò che sarà il suo stile. In seguito gli scritti si succedono (Les rêves et la jambe nel 1923, Qui je fus nel 1927) e gli stili si moltiplicano.
Nel 1928 si stabilisce a Parigi, dirigendovi anche la rivista "Hermès". Nel 1929 ricomincia a viaggiare. Dal 1955 si dedicò alla sperimentazione degli allucinogeni, in particolare della mescalina.

## Opere
Tra i suoi scritti:
- Chi fui (Qui je fus, 1927);
- Un certo Piuma (Un certain Plume, 1930), trad. Alfredo Giuliani, Milano: Bompiani 1971;
- Ecuador (Ecuador. Journal de voyage, 1929), trad. Guido Neri e Jean Talon, Macerata: Quodlibet 2005;
- Un barbaro in Asia (Un barbare en Asie, 1933), trad. Diana Grange Fiori, Torino: Einaudi 1974; trad. di Alessandro Giarda, Milano, O barra O 2015;
- Tra centro e assenza (Entre centre et absence, 1936);
- Viaggio in gran Garabagne (Voyage en grande Garabagne, 1936), in Altrove, trad. e cura di Gianni Celati e Jean Talon, Macerata: Quodlibet 2005;
- Nel paese della Magia (Au pays de la Magie, 1941), in Altrove, trad. e cura di Gianni Celati e Jean Talon, Macerata: Quodlibet 2005;
- Esorcismi (Épreuves, exorcismes, 1944);
- Qui Poddéma (Ici Poddéma, 1946), in Altrove, trad. Guido Neri e Jean Talon, Macerata: Quodlibet 2005;
- Altrove (Ailleurs, 1948), trad. Liliana Magrini e Carla Vasio, nota introduttiva di Claudio Rugafiori, Milano: Rizzoli, 1966; trad. Guido Neri e Jean Talon, Macerata: Quodlibet 2005;
- Poesia per potere (Poésie pour pouvoir, 1949);
- Passaggi (Passages, 1950), trad. Milano: Adelphi, 2012;
- Miserabile miracolo, la mescalina (Miserable miracle, 1956), trad. Claudio Rugafiori e Carlo Mazza Galanti (Addenda 1968-1971), a cura di Carlo Mazza Galanti, Macerata: Quodlibet, 2025;
- L'infinito turbolento (L'infini turbulent, 1957), in Miserabile miracolo, trad. Enrico Filippini, Valerio Riva e Claudio Rugafiori, Milano: Feltrinelli, 1967;
- Conoscenza dagli abissi (Connaissance par les gouffres, 1961), a cura di Jean Talon, trad. Mario Diacono, introduzione di Emanuele Trevi, Macerata, Quodlibet 2006;
- Venti e polvere (Vents et poussières, 1963);
- Le grandi prove dello spirito e le innumerevoli piccole (Les grandes épreuves de l'esprit et les innombrables petites, 1966);
- Lo spazio interiore (L'espace du dedans. Pages choisies 1927-59, 1966), trad. Ivos Margoni, Torino: Einaudi, 1968;
- Modi di un risvegliato (Façons d'éveillé, 1969);
- Modi di un addormentato (Façons d'Endormi, 1969);
- Trave angolare (Poteaux d'angle, 1971), a cura di Diana Grange Fiori, Padova: Liviana, 1988 (supplemento di «In forma di parole»);
- Momenti (Moments, 1973);
- Braccio rotto (Bras cassé, 1973);
- Giorni di silenzio (Jours de silence, 1978);
- Brecce (antologia personale), a cura di Diana Grange Fiori, Milano, Adelphi 1984 (Biblioteca Adelphi n. 145);
- Sulla via dei segni, a cura di Lucetta Frisa, Genova: Graphos, 1998;